# 弗蘭齊斯庫斯湖

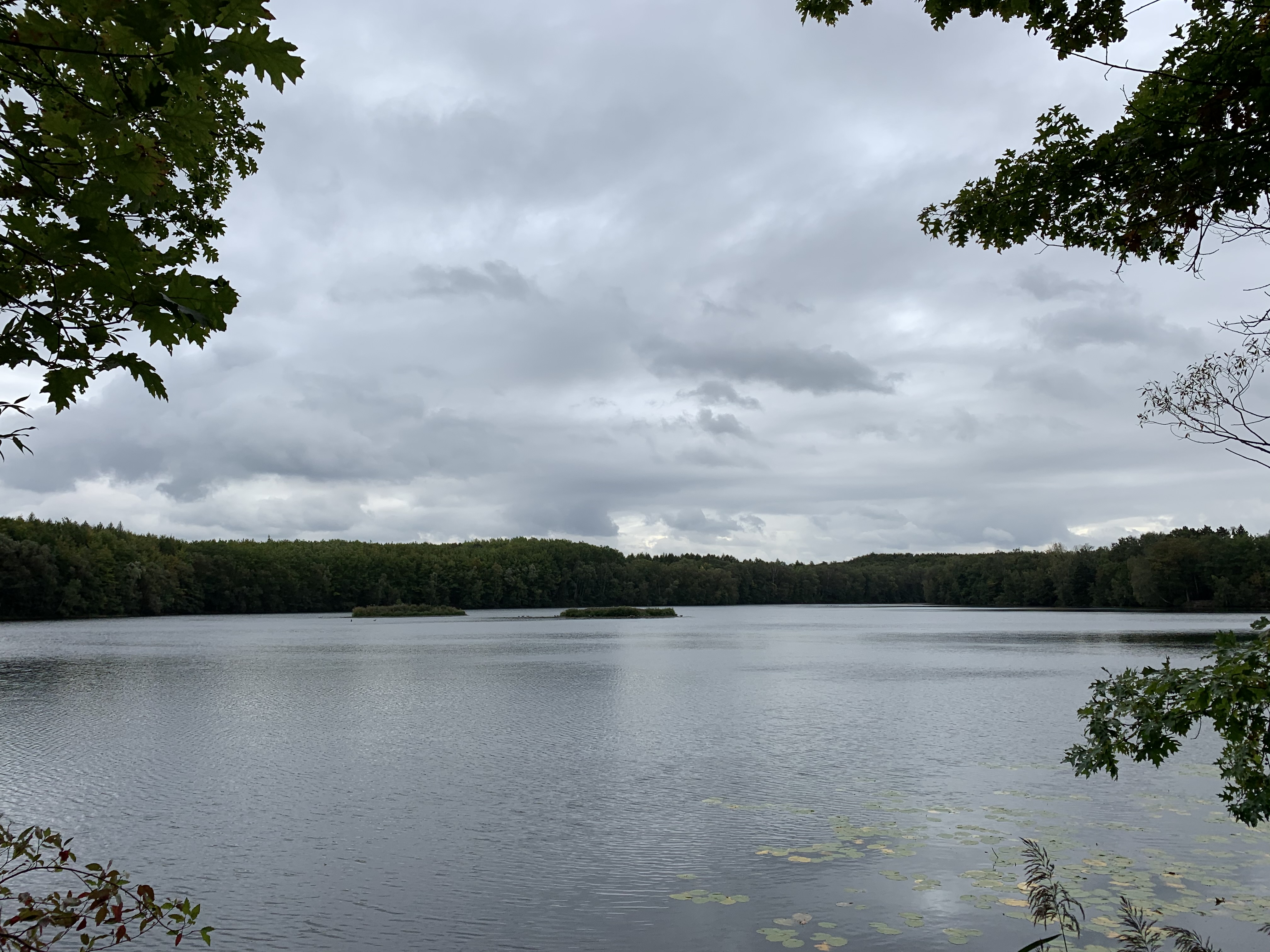

50°49′23″N 6°50′46″E / 50.823170°N 6.846044°E
弗蘭齊斯庫斯湖（德語：Franziskussee），是德國的湖泊，位於該國西部，由北萊茵-威斯特法倫州負責管轄，處於萊茵-埃爾夫特縣，長0.8公里、寬0.4公里，面積0.16平方公里，海拔高度99米，平均水深3.9米，最大水深6.8米，水體容量63萬立方米。